# 山田亘宏
山田 亘宏（やまだ のぶひろ、1946年（昭和21年）9月1日 - ）は、日本の政治家。元滋賀県守山市長（2期）。

## 来歴
滋賀県出身。1969年京都大学農学部卒。守山市民病院に勤務し、その後、野洲病院理事長となる。1995年の守山市長選挙に立候補したが落選した。1999年守山市議会議員に当選。2003年の守山市長選挙に立候補し、三選を目指した現職の甲斐道清を破って初当選した。2007年に再選。2011年の市長選挙には立候補しなかった。